# Wilhelm Geiger
Pour les articles homonymes, voir Geiger.
 (septembre 2024).
Wilhelm Ludwig Geiger, né le 21 juillet 1856 à Nuremberg et mort le 12 septembre 1943 à Neubiberg, est un orientaliste allemand spécialiste de l'indologie et de l'iranologie.

## Biographie
Wilhelm Geiger naît à Nuremberg dans la famille d'un pasteur protestant en 1856. Il poursuit des études classiques, ainsi que de philologie orientale à Erlangen auprès de l'illustre Friedrich Spiegel. Il est affilié pendant le semestre d'hiver 1873-1874 à la fraternité estudiantine Uttenruthia de l'université d'Erlangen. En 1876, il termine son troisième cycle (promotion) par une thèse intitulée Die Pehleviversion des ersten Capitels des Vendidâd [La version en pehlevi du premier chapitre du Vendidâd].
Ensuite, il est enseignant dans un lycée classique de Neustadt a.d.H. Il publie un de ses œuvres majeures d'iranologie en 1882, Die ostiranische Kultur im Altertum [La Culture iranienne orientale dans l'Antiquité]. En 1884, Geiger enseigne au prestigieux Max-Gymnasium de Munich. Il est nommé en 1891 professeur de l'université d'Erlangen et cinq ans plus tard fait paraître Grundriß der iranischen Philologie [Aperçu de la philologie iranienne]. Jusque vers 1900, Geiger se consacre principalement aux études iraniennes, avant se concentrer sur l'indologie. Il entreprend alors plusieurs voyages à l'île de Ceylan (actuel Sri Lanka). Sa traduction des chroniques de ce pays, rédigées en pali, le Dīpavaṃsa et le Mahāvaṃsa, font toujours autorité aujourd'hui[réf. souhaitée], tout comme ses contributions à l'étude de la langue palie. Geiger est nommé en 1920 à l'université de Munich, où il succède à la chaire d'Ernst Kuhn.
Geiger a été membre du Parti national-libéral à la chambre de Bavière en 1905-1906.

### Vie privée
De son premier mariage avec Marie Plochmann, il a deux fils qui deviendront des scientifiques éminents: le physicien Hans Geiger et le climatologue Rudolf Geiger (de).
Une plaque rappelle la mémoire de Wilhelm Geiger et de son fils Hans à Erlangen, sur un édifice de la Loewenichstraße.

## Distinctions
Geiger était membre d'honneur de la Société orientale allemande, de l'American Oriental Society, de la Société asiatique  et de la Royal Asiatic Society. Il reçoit de l'empereur du Japon en 1935 la médaille commémorative des deux mille cinq-cents ans du bouddhisme.

## Publications
- Ceylon. Tagebuchblätter und Reiseerinnerungen, Kreidel, Wiesbaden, 1898.
- (hrsg. mit Ernst Kuhn) Grundriß der iranischen Philologie, Trübner, Straßburg, 1896.
- Dipavamsa und Mahavamsa, die beiden Chroniken der Insel Ceylon, Deichert, Erlangen/Leipzig, 1901.
- Dîpavamsa und Mahâvamsa und die geschichtliche Überlieferung in Ceylon, G. Boehme, Leipzig, 1905.
- (mit Magdalene Geiger) Pāli Dhamma vornehmlich in der kanonischen Literatur, Verlag der Bayerischen Akademie der Wissenschaften, München, 1920.
- Elementarbuch des Sanskrit. 2 Teile. 3., um einen Nachtrag vermehrte Auflage, De Gruyter, Berlin/Leipzig, 1923.
- Besprechung zu Heinrich Junker, Arische Forschungen, vers 1930.
- Singhalesische Etymologien, Stephen Austin and Sons, Hertford, 1936.
- Beiträge zur singhalesischen Sprachgeschichte, C.H. Beck, München, 1942.
- Kleine Schriften zur Indologie und Buddhismuskunde, Hrsg. von Heinz Bechert, Steiner, Wiesbaden, 1973.
- Die Reden des Buddha: Gruppierte Sammlung, Saṃyutta-nikāya (Aus dem Pālikanon übersetzt von Wilhelm Geiger, Nyānaponika Mahāthera, 1925), Hellmuth Hecker (de), Beyerlein-Steinschulte, Stammbach, 1997.  (ISBN 3-931095-16-9)

### Traductions en langue anglaise
- The Age of the Avesta and Zoroaster, co-authored with Friedrich Spiegel, translated into English by Dārāb Dastur Peshotan Sanjānā, London, 1886.
- Civilization of the eastern Iranians in Ancient Times, with an Introduction on the Avesta religion, translated into English by Darab Dastur Peshotan Sanjana, London, 1885–1886.
- Zarathushtra in the Gathas, and in the Greek and Roman Classics, co-authored with Friedrich Heinrich Hugo Windischmann (de); translated into English by Dārāb Peshotan Sanjānā, Leipzig, 1897.
- The Dīpavaṃsa and Mahāvaṃsa and their Historical Development in Ceylon, translated into English by Ethel M. Coomaraswamy, Colombo, 1908.
- The Mahavamsa or the Great Chronicle of Ceylon, English translation assisted by Mabel Haynes Bode, London, Pali Text Society, 1912[3].
- Maldivian Linguistic Studies, Colombo, 1919.
- The Language of the Väddās Calcutta, 1935.
- A Grammar of the Sinhalese Language Colombo, 1938.
- Pali Literature and Language, translated by Batakrishna Ghosh from the German original, Calcutta 1943. Revised by K. R. Norman (en) under the title A Pali Grammar, Oxford, 1994.
- Cūlavamsa : Being the More Recent Part of the Mahāvamsa, English translation assisted by Christian Mabel Duff Rickmers, Colombo, 1953.
- Culture of Ceylon in Mediaeval Times, edited by Heinz Bechert (en), Wiesbaden, 1960.